# Phare de San Juan
Le phare de San Juan ou phare du Fort San Felipe del Morro (en anglais : Castillo San Felipe del Morro Lighthouse) est un phare actif situé sur le Fort San Felipe del Morro dans le port du vieux San Juan, à Porto Rico. Il est géré par l'United States Coast Guard.
Il est référencé dans le registre national des lieux historiques sous la tutelle du Gouvernement fédéral des États-Unis depuis le 22 octobre 1981.

## Histoire
Le premier phare du Fort San Felipe del Morro a été construit en 1846 et fonctionnait avec une lampe à l'aide de cinq réflecteurs paraboliques. En 1876, une nouvelle tour de fer octogonale a été construite au sommet des murs du fort. La tour a été touchée par des tirs de l'artillerie américaine lors de la campagne de Porto Rico lors de la guerre hispano-américaine le 12 mai 1898. Le phare a été reconstruit en 1899, mais il a développé des problèmes structurels et a été démoli en 1906.
Le phare actuel, construit en 1908 par l'United States Coast Guard, est une tour carrée de style néo-mauresque. Il possède toujours sa lentille de Fresnel de troisième ordre datant de 1899. Il a été restauré en 1991.
Il est ouvert aux visites publiques comme le Fort San Felipe del Morro, ainsi que le Fort San Cristóbal et la plupart des remparts de la ville en tant que Site historique national de San Juan. Il est situé du côté est de l'entrée du port de San Juan.

## Description
Ce phare  est une tour carrée en pierre, avec une galerie et une lanterne métallique de 15,5 m de haut, au sommet des remparts du fort. La tour est peinte en gris foncé, avec un feston blanc, et la lanterne est noire. Il émet, à une hauteur focale de 55 m, trois éclats blancs de 1,3 seconde par période de 40 secondes. Sa portée est de 24 milles nautiques (environ 44 km).
|          |
| Le phare |

|                    |
| Le phare d'origine |

## Caractéristiques dufeu maritime
Fréquence : 40 secondes (W-W-W)
- Lumière : 1,3 seconde
- Obscurité : 8,7 secondes
- Lumière : 1,3 seconde
- Obscurité : 8,7 secondes
- Lumière : 1,3 seconde
- Obscurité : 18,7 secondes

Identifiant : ARLHS : PUR-005 ; USCG : 3-30735 - Amirauté : J5494 - NGA : 110-14436.

### Lien connexe
- Liste des phares de Porto Rico